# Max Übelhör
Max Übelhör (* 27. August 1881 in Konstanz; † 10. Mai 1963 in Oberkirch (Baden)) war ein deutscher Journalist und Schriftsteller. Übelhör war 1916 bis 1917 Chefredakteur der Istanbuler Tageszeitung „Osmanischer Lloyd“ und wurde in den 1920er Jahren als Satiriker und Schriftsteller bekannt, wobei er zum Teil das Pseudonym Max Oxentott verwendete.

## Biographische Informationen
Übelhör wuchs in Konstanz, ab 1886 in Thann im Elsass und in Mannheim als Kind eines höheren Postbeamten auf. In Mannheim legte er 1900 sein Abitur ab und ging anschließend nach Genf und Paris, wo er Geschichte und Volkswirtschaft studierte. 1908 promovierte er in Zürich über das dortige Pressewesen. Anschließend wurde er Hauslehrer beim Fürsten Hans von Pleß auf Schloss Pleß in Oberschlesien. Schloß Pleß diente von April 1915 bis Februar 1916 als Großes Hauptquartier des deutschen Generalstabs.
Nach dem Militärdienst (er meldete sich freiwillig und verlor an der Westfront ein Auge) wurde er, vermutlich durch seine guten Beziehungen in „allerhöchste Kreise“ durch die Familie Pleß, 1916 Chefredakteur der Konstantinopler Tageszeitung Osmanischer Lloyd. Zu dieser Zeit war die deutsche Position im damals immer noch stark multi-ethnisch geprägten Konstantinopel durch die immer stärkere Verstrickung Deutschlands in die Verbrechen des nationalistischen jungtürkischen Regimes schwieriger geworden. Der als Journalist und Redakteur (im Gegensatz zu seinem Vorgänger E.M. Grunwald, der stellvertretender Chefredakteur der Vossischen Zeitung gewesen war) völlig unerfahrene Übelhör, der von der komplexen Gemengelage vor Ort keine Ahnung hatte, geriet sehr schnell in Konflikt mit der deutschen Botschaft in Konstantinopel (Wangenheim war gerade verstorben und durch den katholischen und deshalb stärkere Sympathien für die von den Türken verfolgten orientalischen Christen aufbringenden Metternich ersetzt worden) sowie mit seinem in Konstantinopel seit 25 Jahren lebenden und dort insbesondere in nichtmuslimische Kreise gut vernetzten Stellvertreter Dr. Friedrich Schrader (der am US-amerikanischen Robert College sowie an einem frankophonen armenischen Lyzeum unterrichtet hatte und mit einer bulgarischen Jüdin verheiratet war). Nach einer Delegationsreise nach Beirut beschwerte sich der dortige Generalkonsul beim Auswärtigen Amt über Übelhör, der sich in einem Artikel abfällig und beleidigend bis sexistisch über frankophone christliche „Levantinerinnen“ geäußert hatte. Die Auseinandersetzung mit Dr. Schrader eskalierte, als dieser als Zeuge in der Beleidigungsklage einer Armenierin, Madame Nishanian, gegen ihn vor dem Konsulargericht aussagte. Da die Zeitung ein vom Auswärtigen Amt und den Investoren der Bagdadbahn finanziertes halboffizielles Propaganda-Organ war, befürchtete man in Berlin, das Ansehen Deutschlands im Osmanischen Reich würde durch diese Affäre belastet werden. Daher wurde Übelhör im Sommer 1917 auf Anweisung des Außenministers entlassen und kehrte nach Deutschland zurück.
In den 1920er Jahren lebte Übelhör in Konstanz, wo er die 1923 die Satirezeitschrift Skorpion gründete und außerdem ab 1924 für den Simplicissimus arbeitete. In dieser Zeit verfasste er mehrere satirische Romane. 1925 siedelte er nach Le Blanc Mesnil bei Paris über, wo er Kriminal-, Spionage- und Abenteuerromane verfasste. 1939 wurde er aus Paris ausgewiesen und heiratete in Konstanz eine vermögende Jugendfreundin.
Ab 1943 lebte Übelhör in Oberkirch, wo er nach 1945 als Übersetzer für die französische Militärregierung arbeitete und 1963 verstarb. Er korrespondierte mit Arno Schmidt, der einige seiner Werke neu herausbringen wollte. Seine Lebenserinnerungen blieben unvollendet, das Material wurde nach seinem Tode größtenteils vernichtet. Ein Restnachlass befindet sich heute im Heimatmuseum Oberkirch.

## Werke
- Die Goldene Republik (1920)
- Traugott oder Deutschland über alles
- Der Ruf der Tiefe (nicht realisiertes Filmprojekt mit Conrad Veidt)

Unter dem Pseudonym Max Oxentott:
- Der Fall McLeod, Kriminalroman